# محمد نصراللهی
محمد نصراللهی (زاده ۱۳۳۱ - درگذشته ۱۵ بهمن ۱۳۷۲ در مشهد)، سیاست‌مدار ایرانی است، که در دوره اول مجلس شورای اسلامی به‌عنوان نماینده حوزهٔ انتخابیهٔ آبادان، از استان خوزستان در مجلس شورای اسلامی حضور داشت. او توانست با کسب ۴۳٫۸۰ درصد آراء از بین ۸۴٬۵۷۴ رای ماخوذه به مجلس راه یابد.وی در ۱۵ بهمن ۱۳۷۲ بر اثر حادثه رانندگی در جاده مشهد درگذشت.